# Louis Audouin-Dubreuil

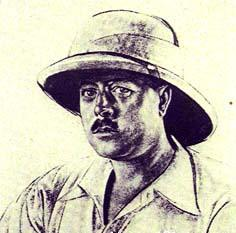
Louis Audouin-Dubreuil

Louis Audouin-Dubreuil (* 2. August 1887 in Saint-Jean-d’Angély; † 12. Februar 1960) war ein französischer Offizier, der als stellvertretender Leiter Georges-Marie Haardts überregional bekannt wurde. Gemeinsam organisierten die beiden die ersten automobilen Saharaexpeditionen. Insbesondere bekannt wurde die Durchführung der Croisière Noire.

## Familie
Audouin-Dubreuils Vater war ein auf Cognac spezialisierter Spirituosenhändler und Leiter der unter Ludwig XV. begründeten Firma Enterprises Audouin-Frères. Seine Mutter entstammte einer alteingesessenen Familie aus der Saintonge. Sie war Blumenmalerin.

## Soldatenlaufbahn
Als 20-Jähriger leistete Audouin-Dubreuil seinen Militärdienst im 10. Husarenregiment ab und verdiente sich später in der Eigenschaft als Verbindungsoffizier in der Schlacht an der Marne (1914) das Verdienstkreuz. Anschließend nahm er am Wettlauf zum Meer teil und kämpfte während des Ersten Weltkriegs in den nahe der Front liegenden Schützengräben von Arras. Audouin-Dubreuil nahm an weiteren Schlachten teil, so 1915 an der Argonne, einem Schauplatz heftiger Kämpfe zwischen Deutschen und Franzosen, später auch Amerikanern (Herbst/Winter 1914, Sommer 1915) und 1916 am linken Flügel von Verdun. Die Kavallerie wurde dabei ausgelöscht, weshalb sich Audouin-Dubreuil nach Belgien absetzte.
1917 erwarb er in Chartres seine Fliegerlizenz. Daraufhin ging er nach Tunesien und unterstellte sich dort der Befehlsherrschaft des Sahara-Kämpfers La Fargue. Er begründete den Fliegerhorst Zarzis und beteiligte sich an den Kämpfen gegen die Senussi an der libysch-tunesischen Grenze. Eine Pioniersleistung liegt darin, dass er dabei eine Geschützwagen-Abteilung (STAM) aufbaute, die die Befähigung hatte, in jedem Gelände zu operieren.
1919 leitete er den Wagenpark der Expedition Saoura-Tidikelt, einer reinen Militärexpedition in die Sahara.

## Croisière Noire
1920 kam es zu einer Zusammenkunft mit André Citroën, dem Automobilkonstrukteur und Begründer der französischen Marke Citroën sowie dessen Generaldirektor Georges-Marie Haardt. Zu dritt bereiteten sie die erste Durchquerung Afrikas mit dem Automobil vor. Die erste Sahara-Tour wurde im Dezember 1922 geplant und durchgeführt. Gestartet wurde in Touggourt, Algerien noch Mitte Dezember des Jahres. Nach der ersten Januarwoche 1923, mithin innerhalb von lediglich drei Wochen, erreichte die Expedition bereits Timbuktu in Mali. Eingesetzt wurden fünf Halbkettenfahrzeuge der Marke Citroën. Man befand sich in einem Pionierswettlauf mit dem Konkurrenten Peugeot. Peugeot hatte seinerseits wüstentaugliche Fahrzeuge ins Rennen geschickt, um Bekanntheit und Weltgeltung zu erlangen.
In den Jahren 1924 bis 1925 kam es zur großen Expedition Croisière Noire, die als Transafrikaexpedition konzipiert war und mittels acht Halbkettenfahrzeugen von Colomb-Béchar in Algerien über Timbuktu nach Antananarivo (Tananarive) auf Madagaskar führte.